# Радеский, Марьян
Марьян Радеский (макед. Марјан Радески; родился 10 февраля 1995 года в Прилепе, Македония) — северомакедонский футболист, вингер клуба «Струга» и сборной Северной Македонии.

## Клубная карьера
Радеский — воспитанник клуба «11 октября». 8 апреля 2012 года в матче против «Силекса» он дебютировал в чемпионате Македонии. В этом же поединке Марьян забил свой первый гол за «11 октября». В начале 2013 года Радеский перешёл в столичный «Металлург». 3 марта в матче против «Тетекса» он дебютировал за новую команду. В поединке против «Вардара» Марьян забил свой первый гол за «Металлург».
Летом 2015 года Радеский перешёл в «Шкендию». 9 августа в матче против «Младости» он дебютировал за новую команду. 28 октября в поединке против своего бывшего клуба «Металлурга» Марьян забил свой первый гол за «Швендию». В своём дебютном сезон он помог клубу завоевать Кубок Македонии.

## Международная карьера
18 июня 2014 года в товарищеском матче против сборной Китая Радеский дебютировал за сборную Македонии. 29 мая 2016 года в поединке против сборной Азербайджана он забил свой первый гол за национальную команду.
В 2017 году в составе молодёжной сборной Македонии Радеский принял участие в молодёжном чемпионате Европы в Польше. На турнире он сыграл в матчах против команд Испании, Сербии и Португалии.

### Голы за сборную Македонии
| #   | Дата        | Место                                 | Противник   | Счёт | Результат | Соревнование      |
| --- | ----------- | ------------------------------------- | ----------- | ---- | --------- | ----------------- |
| 01. | 29 мая 2016 | Sportplatz Bad Erlach, Эрлах, Австрия | Азербайджан | 1:0  | 3:1       | Товарищеский матч |

## Достижения
Командные
 «Шкендия»
- Обладатель Кубка Македонии — 2015/2016